# Zawierskija Chutary
Zawierskija Chutary (biał. Заверскія Хутары, ros. Заверские Хуторы, Zawierskije Chutory) – chutor na Białorusi, w obwodzie witebskim, w rejonie brasławskim, w sielsowiecie Słobódka. W 2019 liczył 1 mieszkańca.